# Папидзе, Владимир Иванович
Владимир Иванович Папи́дзе (1900—1975) — участник Великой Отечественной войны, пехотинец, Герой Советского Союза.

## Биография
Родился 14 сентября 1900 года в селе Кведа Усахела ныне Чиатурского района Грузии, в крестьянской семье. Окончил среднюю школу.
В марте 1942 года мобилизован в Красную Армию. В действующих частях с августа 1942 года. В 1945 году стал членом ВКП(б).
Служил стрелком 1371-го стрелкового полка 414-й стрелковой дивизии Приморской армии 4-го Украинского фронта.
С 1 по 9 мая 1944 года рядовой Папидзе участвовал в штурме укреплений на подступах к Севастополю. Противотанковыми гранатами сумел уничтожить 2 дзота, что облегчило красноармейцам прорвать оборону противника.
Звание Героя Советского Союза присвоено 24 марта 1945 года.
По окончании войны был демобилизован в звании сержанта. Вернулся в родное село, работал в местном колхозе. Скончался 14 ноября 1975 года.
Награждён также орденами Ленина, Трудового Красного Знамени, Красной Звезды, «Знак Почёта», различными медалями.